# 다비트 오동코어
다비트 오동코어(David Odonkor, 1984년 2월 21일, 노르트라인베스트팔렌주 뷘데 ~ )는 독일의 전 축구 선수로, 포지션은 윙어이다.
그는 20대가 되기도 전에 프로 무대에 등장하였고, 보루시아 도르트문트 소속으로 거의 100번의 공식 경기에 출장하였다. 그는 이후에 레알 베티스로 이적하였으나, 부상이 잦아 인상적인 활약을 보이지 못하였다.
오동코어는 독일 축구 국가대표팀 일원으로 2006년 FIFA 월드컵과 UEFA 유로 2008에 참가하였다.

## 클럽 경력

### 보루시아 도르트문트
오동코어는 독일인 어머니와 가나계 아버지를 두고 있으며, 노르트라인베스트팔렌주의 뷘데 출신이다. 보루시아 도르트문트 유소년팀을 졸업하였으며, 그는 2002년 3월 3일에 18세의 나이로 1-1로 비긴 FC 장크트 파울리와의 경기에서 후반 교체되며 데뷔전을 치루었다. 그 다음 시즌 1군과 2군을 전전하던 그는 2003-04 시즌에 확실히 1군에 승격되었고, 도르트문트가 시즌을 리그 6위로 마무리하도록 하였다.
2005-06 시즌, 오동코어는 꾸준한 활약을 보이며, 리그 1경기를 제외하고 모두 출장하였다. 2005년 11월 26일, 그는 2-1로 승리한 1. FC 뉘른베르크전에서 1골 1어시스트를 기록하였다. 그는 레알 베티스의 주목을 받아 €6M의 이적료에 이적하였다.

### 레알 베티스
오동코어의 레알 베티스 첫 시즌은 심각한 무릎 부상을 당하며 13번의 라 리가 경기 출장에 그치는 끔찍한 시즌을 보냈다. 그 다음 시즌인 2007-08 시즌을 양호하게 시작하였으나, 또다시 무릎을 부상당하여 3달간 출장하지 못하였다.
그는 복귀후, 주로 교체멤버로 기용되었다. 2008년 5월 4일, 선발출전한 그는, 1-1로 비긴 UD 알메리아와의 경기에서 안달루시아의 클럽 소속으로 첫골을 기록하였다. 7월, 그는 독일에서 수술을 받은 후 복귀하였고, 구단주 마누엘 루이스 데 로페라로부터 예상 기간보다 늦게, 예고없이 복귀하는 것에 대해 구단이 마음대로 계약을 파기할 수 있도록 문서에 서명을 강요받았다.
그는 독일 축구 국가대표팀과 레알 베티스의 선발 라인업에 복귀하였으나, 2008-09 시즌의 겨울 이적시장에 재계약을 한지 얼마 안되어서 베티스 이적 이후로만 세 번째로 무릎 수술을 받게 되었다. 2009년 중순, 베티스는 세군다 디비시온으로 강등되었고, 그의 부상은 재발하여 시즌 잔여 기간 동안 출장 할 수 없게 되었다.
베티스는 2010-11 시즌 종료 후, 1부리그로 복귀하였으나, 오동코어는 또다시 부상으로 활약하지 못하였다.

### 알레마니아 아헨
2011년 7월 28일, 오동코어는 스코틀랜드 프리미어리그의 레인저스 FC에서 1주간 트랑라이얼을 거쳐, 베티스에서의 생활을 마감하려 했다. 그러나 그는 계약 제의를 받지 못하였고, 5년 만에 조국의 2 분데스리가에 속한 알레마니아 아헨과 계약하였다.

## 국가대표팀 경력
오동코어는 2차례의 2000년과 2001년의 UEFA U-16 챔피언쉽에 참여하였다. 후자의 대회에서 그는 루마니아를 상대로 득점하였고, 독일은 8-2로 이겼다. 두 차례 모두, 독일은 8강전에서 승부차기 끝에 패하였다.
U-19 국가대표팀으로 출장한 뒤, 그는 반론의 여지 없이 위르겐 클린스만의 부름을 받아 2006년 FIFA 월드컵에 참가하게 되었고, 그에 따라 포르투갈에서 열린 UEFA U-21 챔피언쉽에 출장하지 못하였다.
2006년 5월 30일, 그는 일본과의 친선경기에서 데뷔하여 풀타임 출장하였고, FIFA 월드컵 최종 엔트리에 포함되었다. 그는 폴란드와의 조별리그 2차전에서 인상적인 활약을 펼쳤고, 올리버 뇌빌의 인저리 타임 결승골을 어시스트하였다.
그는 레알 베티스에서의 문제에도 불구하고, 요아힘 뢰프 감독에 의해 UEFA 유로 2008의 엔트리에 포함되어, 1-2로 패한 크로아티아전에서 후반전에 교체출장하였다.

## 수상

### 클럽
보루시아 도르트문트
- 분데스리가: 2001-02

### 국가대표팀
- UEFA 유럽 축구 선수권 대회 준우승: 2008
- FIFA 월드컵 3위: 2006